# 布莱思·泰特
布莱思·泰特（英語：Blyth Tait，1961年5月10日—），新西兰男子马术运动员。他曾代表新西兰参加1992年、1996年、2000年和2004年夏季奥林匹克运动会马术比赛，获得一枚金牌、一枚银牌和二枚铜牌。